# Andrzej Bniński

Stany pruskie (prałaci, możni, rycerze, mieszczanie i mieszkańcy ziemi pruskiej, pomorskiej, chełmińskiej i michałowskiej) składają przysięgę na układy krakowskie, na ręce przedstawicieli króla polskiego: Andrzeja Bnińskiego, biskupa poznańskiego i Jana Koniecpolskiego, kanclerza koronnego, 15 kwietnia 1454 roku

Andrzej z Bnina, Andrzej Bniński herbu Łodzia lub Andrzej Opaliński z Bnina (ur. w 1396 roku – zm. 5 stycznia 1479 roku w Poznaniu) – biskup rzymskokatolicki, sekretarz królewski, senator I Rzeczypospolitej.

## Życiorys
Wywodził się z wpływowego rodu Łodziów, był potomkiem wojewody poznańskiego Przedpełka. Jego ojcem był Mikołaj, a braćmi Jan (kasztelan międzyrzecki), Piotr (kasztelan gnieźnieński), Wojciech (tenutariusz żbikowski) i Mikołaj.
W 1422 roku uzyskał stopień bakałarza na Akademii Krakowskiej. Był sekretarzem króla Władysława Jagiełły i kanonikiem poznańskim, w 1438 został biskupem poznańskim. Znany był z wytrwałego zwalczania husytyzmu w swojej diecezji, stąd nadano mu przydomek "husytobójca". We współpracy z papieskim inkwizytorem Mikołajem z Łęczycy przeprowadził kilkadziesiąt procesów przeciwko zwolennikom husytyzmu. Skazał na śmierć pięciu husyckich kapłanów i burmistrza Zbąszynia Mikołaja Grunberga. W 1440 dokonał zbrojnego najazdu na Zbąszyń i zmusił i skutecznie zmusił miejscowego możnowładcę Abrahama ze Zbąszynia do wyrzeczenia się husytyzmu.
Był dobrym administratorem w swoim biskupstwie, odbył kilkanaście synodów diecezjalnych, walczył z nieobyczajnym życiem kleru. Opiekował się wdowami i sierotami, hojnie uposażał ubogie kościoły. Fundował wiele świątyń, zbudował w swoich dobrach biskupich kilka zamków m.in. w Krobi. Lokował wiele nowych wsi, szczególnie na Mazowszu. Poświęcił w Warszawie, 4 grudnia 1454, kościół św. Anny i klasztor bernardynów (drugi w Polsce po krakowskim).  
W 1447 dwa razy brał udział w poselstwie panów polskich, które zaoferowało koronę Polski Bolesławowi IV warszawskiemu, a później Kazimierzowi Jagiellończykowi. Od czasu jego pontyfikatu datuje się ustanowienie na stałe urzędu biskupa pomocniczego (sufragana) w diecezji poznańskiej. Był gwarantem pokoju toruńskiego 1466 roku.

## Kalendarium
- 4 marca 1422 – uzyskanie bakalaureatu artes liberales na Akademii Krakowskiej[7]
- 29 stycznia 1438 – wybór na stolicę biskupią w Poznaniu[7]
- 16 lipca 1438 – zatwierdzenie wyboru przez papieża Eugeniusza IV[7]
- 1438 – fundacja kościoła św. Mikołaja w Krobi[8]
- 15 lutego 1439 – święcenia biskupie w Kaliszu z rąk abp. Wincentego Kota[7]
- 26 stycznia 1441 – erygowanie parafii w Osmolinie[9]
- 1441 – erygowanie parafii w Sannikach[10]
- 1443 – fundacja murowanego kościoła pw. Wszystkich Świętych w Kozłowie Biskupim[11]
- 1445 – erygowanie parafii pw. św. Anny w Długiej Kościelnej[12]
- 1447 – erygowanie parafii w Drzeczkowie[13]
- 1448 – fundacja kościoła pw. św. Wojciecha w Bninie
- 2 lipca 1448 – konsekracja kościoła Najświętszej Maryi Panny in Summo w Poznaniu i erygowanie kapituły kolegialnej[14]
- 19 stycznia 1454 – erygowanie prepozytury kanoników regularnych przy kościele św. Jerzego w Warszawie[7]
- 1454 nabycie wsi Żabikowo[7]
- 3 lipca 1454 – erygowanie parafii w Raszkowie[15]
- 1455 – fundacja klasztoru bernardynów w Poznaniu[16]
- 1458 – erygowanie parafii w Kiczkach[17]
- 1460 – fundacja kościoła św. Michała w Dolsku[18]
- 24 maja 1462 – wyrok w sprawie sporu o granice między diecezją poznańską a diecezją płocką[7]
- 1463 – erygowanie parafii w Tomicach[19]
- 1466 – erygowanie parafii w Pępowie[20]
- 8 października 1470 – ugoda z księciem Henrykiem IX głogowskim[7]
- 1470 – erygowanie parafii w Miastkowie Kościelnym
- 5 lipca 1471 – erygowanie kapituły kolegiackiej przy kościele św. Marii Magdaleny w Poznaniu[7]
- 2 lipca 1472 – erygowanie parafii w Stoczku Łukowskim[21]
- 24 grudnia 1472 – erygowanie parafii w Kałuszynie[22]
- 12 listopada 1473 – erygowanie parafii pw. św. Anny w Jakubowie[23]
- 5 stycznia 1479 – śmierć[7]
- 9 stycznia 1479 – pogrzeb w katedrze poznańskiej w kaplicy św. Andrzeja (obecnie Trójcy Świętej)[7]

### Literatura dodatkowa
- Ks. Józef Nowacki: Bniński Andrzej. W: Polski Słownik Biograficzny. T. 2: Beyzym Jan – Brownsford Marja. Kraków: Polska Akademia Umiejętności – Skład Główny w Księgarniach Gebethnera i Wolffa, 1936, s. 143–145. Reprint: Zakład Narodowy im. Ossolińskich, Kraków 1989, ISBN 83-04-03291-0
- Ks. Józef Nowacki: Biskup poznański Andrzej Bniński w walce z husytami Zbąszynia : nieznane karty z procesów husyckich roku 1439, Poznań: Towarzystwo Miłośników Historji, 1934.